# La Vengeance du docteur Corrie
Pour plus de détails, voir Fiche technique et Distribution.
La Vengeance du docteur Corrie (The Brain) est un film de science-fiction horrifique britanno-allemand réalisé par Freddie Francis et sorti en 1962, d'après le roman Le Cerveau du nabab de Curt Siodmak publié en 1943.

## Synopsis
Le Dr Peter Corrie et son collègue Frank Shears prélèvent le cerveau du corps du magnat Max Holt, blessé dans un accident d'avion et décédé par la suite. Corrie prélève le cerveau et tente de le maintenir en vie dans un bain chimique. Le cerveau le contrôle de façon hypnotique et Corrie soupçonne que Holt a été assassiné. Corrie est accusé du meurtre du chauffeur de Holt, et sous le contrôle du cerveau, Corrie manque de commettre un meurtre lui-même. Shears déconnecte le système de soutien du cerveau et Corrie retrouve le meurtrier de Holt.

## Fiche technique
- Titre français : La Vengeance du docteur Corrie[1]
- Titre original anglais : The Brain ou Over My Dead Body ou A Dead Man Seeks His Murderer[2]
- Titre allemand : Ein Toter sucht seinen Mörder[3]
- Réalisateur : Freddie Francis
- Scénario : Robert Banks Stewart, Philip Mackie d'après Le Cerveau du nabab de Curt Siodmak
- Photographie : Robert Huke
- Montage : Oswald Hafenrichter
- Musique : Kenneth V. Jones (en)
- Production : Artur Brauner, Raymond Stross
- Sociétés de production : Central Cinema Company Film, Raymond Stross Production
- Pays de production :  Allemagne de l'Ouest -  Royaume-Uni
- Langues originales : anglais britannique
- Format : Noir et blanc - 1,66:1 - Son mono - 35 mm
- Durée : 83 minutes
- Genre : film de science-fiction horrifique
- Dates de sortie :
  - Allemagne de l'Ouest : 9 octobre 1962
  - Royaume-Uni : 9 décembre 1963
  - France : novembre 1965

## Distribution
- Anne Heywood : Anna Holt
- Peter van Eyck : dott. Peter Corrie
- Cecil Parker : Stevenson
- Bernard Lee : dott. Frank Shears
- Jeremy Spenser : Martin Holt
- Maxine Audley : Marion Fane
- Ellen Schwiers : Ella
- Siegfried Lowitz : sig. Walters
- Hans Nielsen : Immerman
- Jack MacGowran : Furber
- Miles Malleson : dott. Miller
- George A. Cooper : Thomas Gabler
- Ann Sears : secrétaire de Stevenson
- Irene Richmond : Mme Gabler